# Галлы

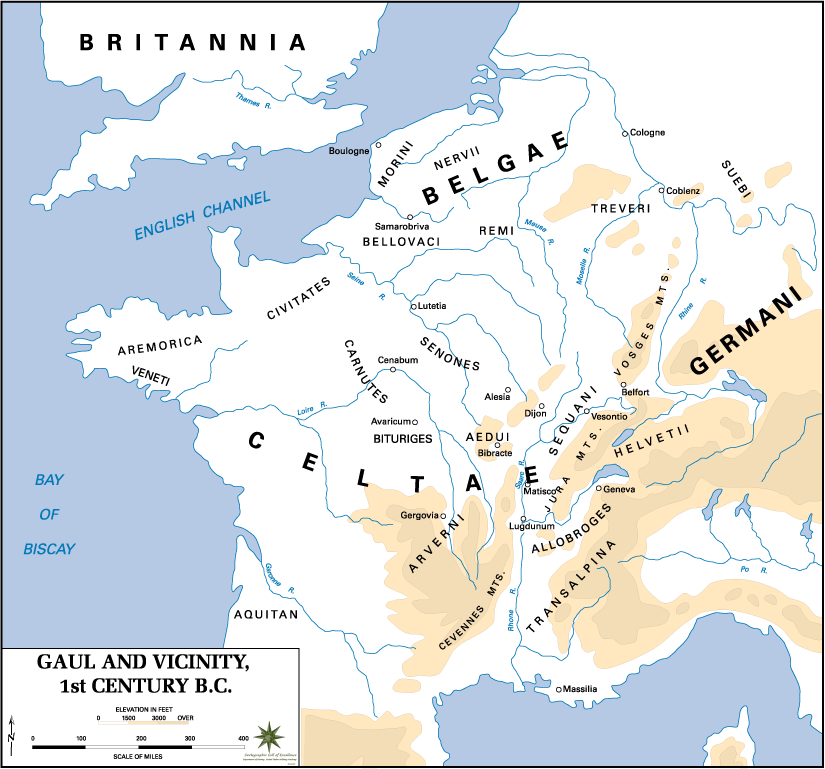
Карта Галлии

Га́ллы — римское название тех кельтов, которые обитали в Галлии; племена кельтской группы, пришедшие и жившие на территории римской провинции Галлия (территория нынешней Франции, Бельгии, части Швейцарии, Германии и Северной Италии) с начала V века до нашей эры до римского периода.
Галлы говорили на одном из континентальных кельтских языков — галльском. Часть французской историографии считает галлов предками современных французов.

## Название
В исторических источниках употребляется два термина — «кельты» и «галлы». Это вызвано различием в самоназвании варварских племён (по мнению жителей Афин и Рима), живших к северу от ведущих античных цивилизаций, и их римским названием.
Впервые упоминание кельтских племён встречается у Гекатея и Геродота, который обозначил их словом keltoi. Впоследствии это обозначение использовалось всеми греческими авторами вплоть до III века до н. э. как единственное наименование кельтов.
В III веке до нашей эры Иероним Кардийский впервые употребил слово galata, обозначая кельтов, вторгнувшихся в Македонию, Грецию и Малую Азию. Так же они названы и в эпитафии на могиле молодого афинянина Кидия, погибшего в борьбе с галатами у Дельф в 279 году до нашей эры. Применяет его и Полибий в своей «Всеобщей истории». С этого времени в греческих источниках начинается употребление терминов keltoi и galata. Диодор Сицилийский называл кельтов keltoi, а племена, жившие за Рейном, — galata. Он считал, что латинские названия galli и galataе относятся к тому же народу (на латыни — сеltaе), и что название keltoi является более правильным. Цезарь и Павсаний считали, что keltoi — это самоназвание кельтов.
Римляне же всех континентальных кельтов обозначали единым словом galli, а для островных кельтов, напротив, никогда этот термин не использовали, обозначая их терминами brettanoi, brittani, brittones. Для обозначения доримского населения Британских островов слово «кельты», как заметил Т. Пауэлл, стало использоваться лишь с середины XVIII века в результате развития романтизма.
А. Юбер считал, что keltoi, galatai и galli являются разными формами одного и того же слова, записанного с ошибкой и в разной транскрипции.
Наконец, ряд историков считает, что этноним «кельты» обозначает совокупность этносов, в то время как другие этнонимы: «галлы», «валлийцы», «бретонцы», «галаты», «гэлы» представляют собой обозначения отдельных народов.
Что касается термина «галло-римляне», то, по всей видимости, он обозначает галлов, потерявших свои языковые, этнические и религиозные особенности в результате прогрессивной ассимиляции и античной романизации.

### Происхождение слова
Этимология этнонима «галлы» является противоречивой. По одному из предложений, название «галлы» (др.-греч.  Γαλάται [galatai], [galatae]) произошло от греческого слова со значением «молоко» (др.-греч.  γάλα, [gala]), что было вызвано «молочной» белизной кожи вторгшихся в Грецию кельтов.
По другой версии, французское слово «Галлия» (фр. Gaule) пришло в язык не из латинского, а из одного из германских языков и восходит к древнему германскому слову walha (множественное число от walh), которое можно перевести как «чужестранец» и которым германцы обозначали народы, говорящие на негерманских языках (то есть в равной степени кельтов и римлян). Основой для таких выводов служит то, что при заимствовании французским языком слов германского происхождения буква w начинала произноситься как g (например, «война»: герм. werra => фр. guerre).
В эпоху Возрождения слово «галлы» (лат. Galli, множественное число от лат. Gallus) стали ассоциировать с его латинским омонимом «петух» (лат. gallus), который и стал впоследствии символом Франции, заняв место «коня», издревле являвшегося символическим животным самих галлов.

## Численность
По посчётам Карла Юлиуса Белоха, в 14 году н. э. насчитывалось от 5 до 7 миллионов галлов, а в эпоху Марка Аврелия и Коммода — от 10 до 14 миллионов.

## История
Галльская культура развилась как часть кельтской культуры в течение I тысячелетия до н. э. По одной из гипотез носителями культуры погребальных полей (около 1300—750 годов до н. э.) были кельты, представляющие собой одну из ветвей праиндоевропейцев. Появление обработки железа привело к развитию гальштатской культуры и, возможно, протокельтского языка в VIII веке до н. э. Примерно в V веке до н. э. гальштатскую культуру сменила латенская культура. Примерно в это же время греческие, финикийские и этрусские колонии в Европе начали оказывать сильное влияние на галлов.
Ранее считалось, что предки кельтов пришли в Центральную Европу из Причерноморья, однако в последнее время историки склоняются к гипотезе автохтонного происхождения кельтов в районе между Средним Рейном и Средним Дунаем около VII века до н. э. В VI веке до н. э. племена кельтов переместились на запад, заселив территорию современной Франции, Испании, Британии. Кельты, поселившиеся на территории современной Франции, получили римское название галлы, а населённые ими земли стали называться Галлией. В IV веке до н. э. началась экспансия галлов на восток. Галлы под руководством вождя Бренна разграбили города этрусков в долине реки По (около 397 года до н. э.), а затем в 390 году до н. э. предприняли неудачную попытку захватить Рим.
Другая ветвь галлов, выселившись в Герцинские горы, захватила Богемию и, воспользовавшись уходом армии Александра Македонского на восток, подчинила себе бассейн Среднего Дуная. Впоследствии, воспользовавшись ослаблением Македонии после войны диадохов, галлы в 279 году до н. э. разгромили войско Птолемея Керавна и разграбили Древнюю Грецию. Получив приглашение царя Вифинии Никомеда I, галлы переправились в Малую Азию, где они, получив название галаты, образовали собственное государство — Галатию. Примерно в это же время кельты заселили Ирландию.
Во время Второй Пунической войны знаменитый карфагенский полководец Ганнибал Барка использовал галльских наёмников во время своего знаменитого вторжения в Италию. Они сыграли важную роль в некоторых из его самых блестящих побед, включая битву при Каннах. Пик могущества галлов приходится на III век до н. э. В 225 году до н. э. галлы вместе с союзным им племенем гесатов потерпели поражение от римлян у мыса Теламон.
Во II веке до н. э. галлы начали терпеть поражения от своих соседей. Началось всё с нападения оксибиев и децеатов на союзницу римлян — греческую колонию Мессалию. После нападения на Мессалию племени салиев римляне в 125—123 годах до н. э. разбили салиев, а также их союзников аллоброгов. Римляне установили союзнические отношения с эдуями, вместе с которыми вели войны против арвернов и аллоброгов. В 121 году до н. э. римские войска оккупировали Южную Францию, создав на этих землях провинцию Нарбонская Галлия. Примерно в это же время германские племена кимвров и тевтонов разорили Галлию, причём некоторые галльские племена приняли участие в поражении консула Цепиона. В 60-50 годах до н. э. царь даков Буребиста изгнал кельтов из Центральной Европы, а германский вождь Ариовист вытеснил их из Германии и на короткое время подчинил себе большинство кельтских племен в самой Галлии.
И, наконец, в 59 — 51 годах до н. э. в результате Галльской войны Гай Юлий Цезарь завоевал всю Галлию.
Галлия не сразу вся была обращена в римскую провинцию. Некоторые племена, составлявшие около трети Галлии, получили права римских союзников (foederati) или просто людей свободных (liberi), и только остальная часть стала подвластной римскому наместнику. Финансовая и военная повинности для Галлии были относительно нетяжелы: страна должна была уплачивать ежегодно, по распоряжению Цезаря, 40 миллионов сестерциев различных налогов. Военная повинность, не определённая точно, вызывала нередко жалобы со стороны галлов, но зато она же открывала им доступ в ряды римских граждан. Переход галлов в римское гражданство начался ещё со времени Юлия Цезаря, но особенно сильно со времени Веспасиана. Всё население Галлии, как и других провинций, получило гражданское полноправие лишь в 212 году эдиктом императора Каракаллы. Галлы получили название галло-римлян, то есть галлов, живущих по римскому законодательству.
В то же время, в период римского владычества в Галлии периодически вспыхивали восстания. Так, в 21 году восстали эдуи и тревиры. Предлогом к восстанию была тяжесть налогов и жестокость римского наместника. В 68 году произошло восстание Виндекса против Нерона, сразу за которым произошёл бунт Марикка — фанатика, называвшего себя богом. В царствование Веспасиана произошло крупное восстание тревиров и лингонов под предводительством батава Цивилиса и галлов Классика, Сабина и Тутора. Первый удар мятежникам нанесло галльское же племя — секваны. Когда же на собрании представителей от всей Галлии, в земле ремов, был поднят вопрос, что предпочесть: независимость или подчинение Риму — большинство высказалось за последнее.
В 258 году, в условиях тяжёлого внешнего и внутреннего положения Римской империи, Галлия, Британия и Испания отделились от Рима и создали своё сепаратное государство со столицами в Кёльне и Трире, которое просуществовало 15 лет. Его последний правитель Тетрик, не способный справиться с солдатскими мятежами и начавшимся восстанием багаудов, сдался императору Аврелиану, и Галлия вновь была воссоединена с Римской империей.

## Палеогенетика
У галлов с территории современной Франции доминировала Y-хромосомная гаплогруппа R1b1a — 69 %. Также были определены Y-хромосомные гаплогруппы G2a2 — 17,24 %, I1 — 6,9 % и I2 — 6,9 %. Среди митохондриальных гаплогрупп выделяются H (25,58 %), J (20,93 %), K и U (обе 15,12 %). На графике принципиальных компонент (PCA) образцы железного века Франции подпадают под геномную изменчивость современного французского населения. Образцы железного века из Испании и Великобритании также относятся к современным популяциям из того же региона, подчёркивая определённую степень преемственности от железного века до современных популяций Западной Европы, подтверждая предыдущие результаты, основанные на митохондриальной ДНК. PCA также показывает распределение галльских образцов по клинам в соответствии с их широтным положением: северные образцы ближе к существующим популяциям Великобритании, а южные образцы ближе к населению Испании.

## Язык
Галльским называли язык кельтов, на котором они говорили на территории Галлии, до распространения там народной латыни в конце существования Римской империи. Согласно «Запискам о Галльской войне» Юлия Цезаря галльский язык, наряду с аквитанским и белгским, являлся одним из трёх языков, распространённых в Галлии. В Нарбонской Галлии, которая к моменту завоеваний Цезаря уже была римской провинцией, латинский язык был распространён на протяжении, по меньшей мере, уже целого века. Галльский язык, наряду с кельтиберским, лепонтийским и галатским, относится к континентальным кельтским языкам. Лепонтийский и галатский языки иногда считают диалектами галльского. Галльский язык считается P-кельтским языком.

## Документальные фильмы
- 2015 год — «Последний галл» / Le dernier Gaulois (реж. Самюэль Тильман / Samuel Tilman), рассказчик Кловис Корнийяк / Clovis Cornillac